# Martti Huhtala
Martti Elias Huhtala (* 12. November 1918 in Rovaniemi; † 25. Oktober 2005 ebenda) war ein finnischer Skilangläufer und Nordischer Kombinierer.
Huhtala, der für den Ounasvaaran Hiihtoseura startete, siegte im Jahr 1945 bei den Lahti Ski Games in der Nordischen Kombination. Seinen größten internationalen Erfolg hatte er bei den Olympischen Winterspielen 1948 in St. Moritz. Dort holte er die Silbermedaille in der Nordischen Kombination. Zudem lief er dort im Skilanglauf auf den zehnten Platz über 18 km. Im selben Jahr wurde er finnischer Meister in der Nordischen Kombination. Zwei Jahre später kam er bei den Nordischen Skiweltmeisterschaften in Lake Placid auf den 20. Platz über 18 km und auf den siebten Rang in der Nordischen Kombination.
Huhtala war während seiner Skilanglaufkarriere als Soldat tätig. Von 1955 bis 1956 war er Präsident des Vereins Ounasvaaran Hiihtoseura und war von 1968 bis 1971 als Bankdirektor tätig.